# MNIST-Datenbank

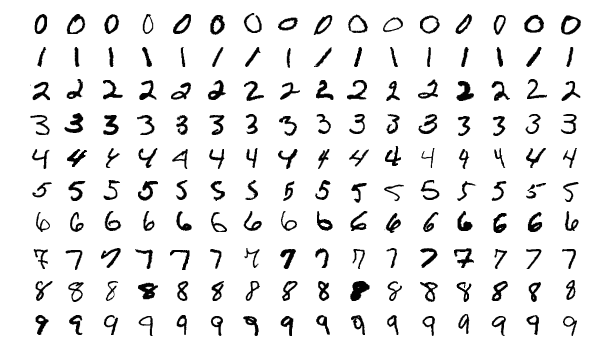
Beispiele aus dem MNIST-Testdatensatz

Die MNIST-Datenbank (Modified National Institute of Standards and Technology database) ist eine öffentlich verfügbare Datenbank von handgeschriebenen Ziffern. Wobei jede Ziffer als 28 × 28 Pixel großes Graustufen-Bild gespeichert ist. Die MNIST-Datenbank besteht aus 60.000 Beispielen im Trainingsdatensatz und 10.000 Beispielen im Testdatensatz. Der Datensatz dient dem Trainieren von Klassifikatoren, unter anderem Convolutional Neural Networks, im weiteren Sinne dem Maschinellen Lernen bzw. der Künstlichen Intelligenz. Eine der MNIST-Datenbank nachempfundene Bilddatenbank ist die Fashion-MNIST von Zalando, ebenfalls bestehend aus 60.000 Beispielen im Trainingsdatensatz und 10.000 Beispielen im Testdatensatz. François Chollet, einer der Keras-Hauptentwickler sieht MNIST nicht mehr als relevanten Benchmark an, allerdings wird die MNIST-Datenbank gerne als Einsteigerbeispiel für maschinelles Lernen verwendet.